# Samuel Mühsam
Samuel Mühsam (22. května 1837, Gorzów Śląski (tehdy Landsberg, provincie Pruské Slezsko) – 20. února 1907 Štýrský Hradec) byl rabínem v Postoloprtech, Znojmě, Bzenci a ve Štýrském Hradci.

## Život a činnost
Samuel Mühsam navštěvoval gymnázium v Opolí a studoval poté mj. klasickou filozofii ve Vratislavi a Vídni, promoval 1864 v Lipsku; ve Vratislavi zřejmě navštěvoval i Židovský teologický seminář a získal zde rabínskou ordinaci. Během svého pobytu ve Vídni studoval Mühsam v midraši, založeném rabínem a učencem Adolfem Jellinkem, a kázal v městském okrese Ottakring.
Roku 1865 se Mühsam stal rabínem v Postoloprtech, roku 1870 ve Znojmě, kde současně vyučoval francouzštinu na reálce, roku 1872 pak rabínem ve Bzenci, odkud roku 1877 odešel do Štýrského Hradce, kde ve funkci rabína působil až do své smrti 30 let. V rámci tamější židovské náboženské obce (používaný název: Israelitische Kultusgemeinde in Graz) se Mühsam zasloužil o získání finančních prostředků na stavbu (staré) synagogy, založil tam spolek žen, byl protektorem spolku „Humanitas“, náměstkem prezidenta výboru pro zřízení nemocnice a hřbitova v blízkém Gleichenbergu, dále zde založil spolek na podporu chudých a byl soudním tlumočníkem hebrejštiny.

## Dílo
Samuel Mühsam je autorem následujících publikací:
- Juden und Judenthum bei Altrömischen Schriftstellern, Praha 1864
- Ueber Essen und Trinken der Alten Hebräer, Vídeň 1866
- Ueber die Magie bei den Alten, Praha 1867
- Das Feuer in Bibel und Talmud, Vídeň 1869
- Ausgewählte Predigten, výbor vydal a komentoval Luka Girardi, vicepresident spolku Verein für Holocaustgedenken und Toleranzförderung, Graz, Leykam Buchverlag, 2014, ISBN 9783701179480[3][5]

Samuel Mühsam dále publikoval v mnohých židovských i nežidovských časopisech.

## Rodina Mühsamů z Gorzowa Śląskeho
Samuel Mühsam pocházel ze slezsko-hořovské rodiny Mühsamů. Jeho rodiče byli Moritz Mühsam a Charlotte Mühsam, rozená Schweitzer. Jeho mladší bratr Siegfried měl více dětí, mj. i syna Ericha. Tento známý anarchista, spisovatel a básník, který byl zavražděn nacisty, byl tedy rabínovým synovcem.